# 128627 Оттмарсайм
128627 Оттмарсайм (128627 Ottmarsheim) — астероїд головного поясу, відкритий 6 вересня 2004 року.
Тіссеранів параметр щодо Юпітера — 3,173.
Названо на честь муніципалітету у Франції Оттмарсайм